# مونیوز ۱۶۰۸
سیارک ۱۶۰۸ (به انگلیسی: 1608 Munoz، نامگذاری:1951RZ) هزار و ششصد و هشتمین سیارک کشف شده‌است که در ۱ سپتامبر ۱۹۵۱ کشف شد.
قدر مطلق سیارک برابر ۱۲٫۹۰ است.